# Langstrand
Langstrand (que quiere decir "Playa Larga" en alemán y en afrikáans) es un pequeño centro turístico de playa en la costa del Océano Atlántico en el oeste de Namibia.
Langstrand se encuentra situada entre Walvis Bay y Swakopmund. Se trata, en su mayor parte, un balneario de lujo donde muchos tienen casas de playa para escapar del calor del interior de Namibia. El área llegó a ser muy conocida recientemente, porque el hotel Burning Shore, donde los actores Angelina Jolie y Brad Pitt se quedaron al final del embarazo de su hija Shiloh, se encuentra en Langstrand.